# Johnson-Corey-Chaykovski-reactie
De Johnson-Corey-Chaykovski-reactie is een organische reactie waarbij een verzadigde driering met een heteroatoom wordt gevormd uit reactie van een zwavelylide met een geschikt substraat. Dit substraat bepaalt het uiteindelijke heteroatoom in de ring:
- Een carbonylverbinding levert een epoxide
- Een imine levert een aziridine
- Een alfa,bèta-onverzadigde carbonylverbinding levert een cyclopropaanderivaat

De reactie werd in 1961 ontdekt door A. William Johnson, maar significant verder ontwikkeld door Elias James Corey en Michael Chaykovski. Daarom wordt de reactie ook weleens aangeduid als de Corey-Chaykovski-reactie. Bij de reactie wordt een grote mate van diastereoselectiviteit waargenomen, waarbij het trans-derivaat wordt gevormd, ongeacht de stereochemie van het uitgangsproduct.
Deze reactie wordt zeer vaak toegepast bij epoxidaties en biedt een alternatief voor de klassieke Sharpless-epoxidatie, waarbij formeel een zuurstofatoom in een dubbele binding wordt gebracht.
Een thiocarbonylverbinding kan in principe een thiiraan opleveren, maar deze uitgangsproducten zijn zelden stabiel.

## Geschiedenis
De oorspronkelijke publicatie van A. William Johnson betrof de reactie van 9-dimethylsulfoniumfluorenylide met een gesubstitueerd benzaldehyde-derivaat. De verwachte Wittig-achtige reactie bleef uit en in de plaats werd een epoxide (een benzalfluoreenoxide) bekomen. De klassieke Wittig-reactie verloopt immers met fosfoniumyliden als intermediair.
Dit bijzonder reactieverloop werd opgepikt door de Amerikaanse scheikundigen Corey en Chaykovski, die enkele jaren later, in 1965, twee methyleentransfererende reagentia ontwikkelden, te weten dimethylsulfoxoniummethylide en dimethylsulfoniummethylide:

## Reactiemechanisme
Het reactiemechanisme van de Johnson-Corey-Chaykovski-reactie bestaat formeel uit twee grote stappen: de nucleofiele additie van het ylide aan de carbonylgroep of het imine, gevolgd door een ringsluiting. Bij de additiestap wordt de negatieve lading van het carbanion (die door zwavel wordt gestabiliseerd) overgebracht naar het heteroatoom (zuurstof of stikstof). Dit heteroatoom bezit voldoende nucleofiel karakter om zelf een intramoleculaire SN2-reactie uit te voeren, waarbij een driering wordt gevormd en een sulfide (in het geval dat een sulfoniumylide werd gebruikt) of sulfoxide (in het geval dat een sulfoxoniumylide werd gebruikt) verlaat als goede leaving group de molecule.
In de verwante Wittig-reactie wordt gebruikgemaakt van een fosfoniumylide, waarbij fosfor in de overgangstoestand een zeer sterke binding met zuurstof vormt. Middels een cyclische intermediair (een vierring) wordt een dubbele binding gevormd. Door gebruik te maken van zwavel in het ylide treedt dit niet op.

## Diastereoselectiviteit
De trans-diastereoselectiviteit die wordt waargenomen is een gevolg van het de reversibiliteit van de initiële additie van het ylide. Hierdoor is evenwichtsinstelling tussen het gunstige anti-betaïne en het minder gunstige syn-betaïne mogelijk. Om een ringsluiting te kunnen bewerkstelligen is een trans-diaxiale conformatie nodig, hetgeen bij het syn-betaïne een energetisch ongunstige vanderwaalsinteractie tussen de twee organische restgroepen (R1 en R2) oplevert:
Berekeningen met de dichtheidsfunctionaaltheorie hebben aangetoond dat de snelheidsbeperkende stap de rotatie rondom de centrale binding is om de trans-diaxiale stelling te kunnen innemen.

## Soorten yliden
Er zijn tal van zwavelhoudende yliden die in aanmerkingen komen. Zowel het type als het aantal substituenten op zowel het carbanion als op zwavel hebben een invloed op de bereiding van het ylide en op het verloop van de reactie zelf. Het ylide kan algemeen als volgt worden voorgesteld:
Het gebruik van sulfoxoniumverbindingen als uitgangspunt maakt dat de synthese van het sulfoxoniumylide vlotter verloopt en een minder sterke base moet gebruikt worden. De sulfoxoniumverbinding bevat immers een dubbele binding tussen zuurstof en zwavel, hetgeen voor een stabilisatie van het ylide zorgt. Het nadeel is wel dat deze trager reageren. Toch worden zij verkozen boven sulfoniumyliden, omdat de gevormde dialkylsulfiden als nevenproduct (na de ringsluiting) toxischer en vluchtiger dan de overeenkomstige dialkylsulfoxiden. Bovendien bezitten sulfiden, zoals di-ethylsulfide, meestal een zeer onaangename geur.
Het grootste gedeelte van de yliden is monogesubstitueerd op het carbanion (R1 of R2 is dus meestal een waterstofatoom). De reden is dat in het geval van disubstitutie het carbanioncentrum gedestabiliseerd wordt, omdat de aanwezige alkylgroepen elektronenstuwende groepen zijn. Toch zijn een aantal digesubstitueerde reagentia bekend, al zijn ze zeldzaam:
- Wanneer het koolstofatoom verbonden is met een elektronenzuigende groep treedt stabilisatie op, omdat de negatieve lading als het ware wordt weggetrokken. In het geval van een carbonyl- of nitrogroep kan zelfs volledige delokalisatie van de negatieve lading naar zuurstof optreden. Het voordeel is dat zij gemakkelijker te bereiden zijn. Het nadeel is dat zij trager reageren.
- Wanneer het carbanioncentrum gebonden is aan een aryl- of allylgroep wordt gesproken van een semi-gestabiliseerd ylide: delokalisatie is immers mogelijk, maar de negatieve lading blijft op koolstof terechtkomen. Het substitutiepatroon van de arylgroep heeft een grote invloed op de stabiliteit.

Te volumineuze substituenten, zoals de cyclohexyl- of de tert-butylgroep, kunnen ervoor zorgen dat de reactie zeer traag verloopt omdat het carbanioncentrum sterisch gehinderd wordt.

## Overzicht
De toepassing van de Johnson-Corey-Chaykovski-reactie is de organische synthese is zeer divers. Het heeft oplossingen geboden voor bepaalde totaalsynthesen, onder andere van natuurproducten en geneesmiddelen.

### Synthese van epoxiden
De belangrijkste toepassing van de Johnson-Corey-Chaykovski-reactie betreft de synthese van epoxiden, door reactie van het zwavelylide met een keton of aldehyde:
Deze reactie is van belang geweest bij de ontwikkeling van een totaalsynthese voor taxol, een cytostaticum, door de onderzoeksgroep van de Amerikaanse scheikundige Samuel J. Danishefski:
Een ander voorbeeld is de totaalsynthese van strychnine:

### Synthese van aziridines
De reactie van zwavelyliden met imines levert een aziridinederivaat op. Dit biedt een alternatief voor de reactie van een amine, met in de β-positie een goede leaving group, en een base.
Soms treedt het aziridine als intermediair op en kan de ring geopend worden via een nucleofiele substitutie, met vorming van een amine.

### Synthese van cyclopropaanderivaten
Cyclopropaanringen komen in tal van natuurproducten voor en kunnen via de Johnson-Corey-Chaykovski-reactie op relatief eenvoudige wijze worden gesynthetiseerd. De additie gebeurt aan het alkeen in een enon, waarbij met sulfoxoniumyliden een hogere 1,4-selectiviteit optreedt dan bij sulfoniumyliden. Het carbanioncentrum in het sulfoxoniumylide is in termen van de HSAB-theorie veel zachter, waardoor bij voorkeur additie aan het alkeen optreedt, met vorming van het cyclopropaanderivaat. In het geval van een sulfoniumintermediair zal additie aan de carbonylgroep optreden, met vorming van een epoxide:

### Overige reacties
Een aantal reacties vormen een uitbreiding op de klassieke Johnson-Corey-Chaykovski-reactie.
Epoxiden en aziridines kunnen met een tweede equivalent zwavelylide uitgebreid worden (ringexpansie) tot respectievelijk oxetanen en azetidines:
In bepaalde omstandigheden, onder meer bij cycloaddities, kan het ylide fungeren als een nucleofiel carbeenachtig equivalent:
Met een trialkylboraan als katalysator treedt een levende polymerisatie van het ylide op: